# Arleigh Burke
Pour les articles homonymes, voir Arleigh Burke (homonymie) et Burke.
Arleigh Albert « 31-knot » Burke, né le 19 octobre 1901 à Boulder et mort le 1er janvier 1996 à Bethesda, est un amiral de la marine des États-Unis qui s'est distingué pendant la Seconde Guerre mondiale et la guerre de Corée.
Il a aussi été chef des opérations navales (chef d'état-major de l'US Navy) de 1955 à 1961. Il est à ce titre l'un des architectes de l'invasion de la baie des Cochons, qui visait à renverser Fidel Castro et rétablir un régime pro-américain à Cuba, mais aboutit à un échec.
Il figure dans les années 1960 et 1970 au sein du conseil d'administration de la compagnie minière Freeport Sulphur. Celui-ci, qui comprenait d'autres membres très influents, gagne à sa cause le gouvernement américain et la CIA et manœuvre en Indonésie, où la compagnie convoitait d'importants gisements miniers pour favoriser l'arrivée au pouvoir du général Soeharto.
La classe Arleigh Burke, une classe de destroyers, a été nommée en son honneur.